# Spoorlijn Leipzig - Saalfeld
De spoorlijn Leipzig - Gera - Saalfeld ook wel Obere Bahn genoemd, is een Duitse spoorlijn als lijn 6383 onder beheer van DB Netze. De lijn loopt deels parallel aan de Saalbahn.

## Geschiedenis
Het traject werd door Thüringer Bahn en Sächsisch-Bayerische Eisenbahn-Compagnie tussen 1846 en 1859 in fases geopend.

## Treindiensten

### Deutsche Bahn
De Deutsche Bahn verzorgt het personenvervoer op dit traject met RE / RB-treinen.

## Aansluitingen
In de volgende plaatsen is of was er een aansluiting van de volgende spoorlijnen:

### Leipzig
- Leipzig - Hof , spoorlijn tussen Leipzig en Hof
- Leipzig - Dessau, spoorlijn tussen Leipzig en Dessau via Bitterfeld
- Leipzig - Dresden, spoorlijn tussen Leipzig en Dresden
- Maagdenburg - Leipzig, spoorlijn van Leipzig en Maagdenburg via Halle
- Leipzig - Meißen, spoorlijn tussen Leipzig en Meißen
- Leipzig - Chemnitz, spoorlijn tussen Leipzig en Chemnitz
- Leipzig - Weißenfels, spoorlijn tussen Leipzig en Weißenfels
- Leipzig - Eilenburg, spoorlijn tussen Leipzig - Eilenburg
- Engelsdorf - Leipzig-Wahren, spoorlijn tussen Leipzig-Wahren en Engelsdorf
- Nürnberg - Leipzig, Hogesnelheidslijn tussen Nürnberg en Leipzig met zijlijn naar Halle
- Leipziger Güterring, goederen spoorlijn rond Leipzig
- Leipziger Verkehrsbetriebe (LVB), stadstram in en rond de stad Leipzig

### Leipzig-Leutzsch
- Leipzig - Großkorbetha, spoorlijn tussen Leipzig Plagwitz en Großkorbetha
- Leipziger Güterring, goederen spoorlijn rond Leipzig

### Leipzig Plagwitz
- Leipzig-Plagwitz - Leipzig Miltitzer Allee, spoorlijn tussen Leipzig-Plagwitz en Leipzig Miltitzer Allee
- Leipzig-Plagwitz - Pörsten, spoorlijn tussen Leipzig-Plagwitz en Pörsten
- Leipzig-Connewitz - Leipzig-Plagwitz, spoorlijn tussen Leipzig-Connewitz en Leipzig-Plagwitz

### Pegau
- Neukiertzsch - Pegau, spoorlijn tussen Neukiertzsch en Pegau

### Zeitz
- Weißenfels - Zeitz, spoorlijn tussen Weißenfels en Zeitz
- Zeitz - Altenburg, spoorlijn tussen Zeitz en Altenburg
- Zeitz - Camburg, spoorlijn tussen Zeitz en Camburg

### Crossen
- Crossen - Porstendorf, spoorlijn tussen Crossen ad Elster en Porstendorf

### Gera
- Holzlandbahn, spoorlijn tussen Weimar en Gera
- Gera - Gößnitz, spoorlijn tussen Gera en Gößnitz
- Elstertalbahn, spoorlijn tussen Gera Süd en Weischlitz

### Weida
- Werdau - Weida - Mehltheuer, spoorlijn tussen Werdau en Mehltheuer via Weida

### Niederpöllnitz
- Niederpöllnitz - Münchenbernsdorf, spoorlijn tussen Niederpöllnitz en Münchenbernsdorf

### Triptis
- Triptis - Marxgrün, spoorlijn tussen Triptis en Marxgrün

### Oppurg
- Orlamünde - Oppurg, spoorlijn tussen Orlamünde en Oppurg

### Könitz
Könitz (Thüringen)
- aansluiting naar Stahlwerk Thüringen GmbH

### Saalfeld
Saalfeld (Saale)
- Arnstadt - Saalfeld, spoorlijn tussen Arnstadt en Saalfeld
- Frankenwaldbahn, spoorlijn tussen Hochstadt-Marktzeuln en Saalfeld
- Saalbahn, spoorlijn tussen Großheringen en Saalfeld

## Elektrische tractie
Het traject werd tussen Leipzig Hbf en Leipzig-Plagwitz en bij Saalfeld geëlektrificeerd met een spanning van 15.000 volt 16⅔ Hz wisselstroom.